# Concierto para piano n.º 5 (Mozart)

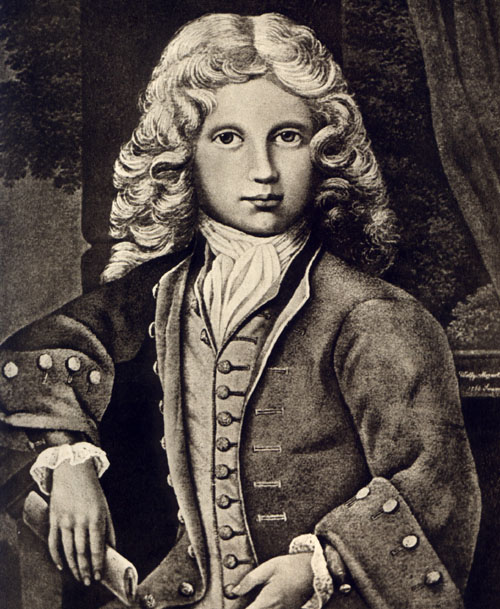
Cuadro de J Vander Smissen.-W,A, Mozart, 11 años

El Concierto para piano n.º 5 en re mayor, K. 175, llamado Salzburgo, fue escrito por Wolfgang Amadeus Mozart en 1773, cuando contaba con la edad de diecisiete años. 

## Estructura
Está escrito para dos oboes, dos trompas, dos trompetas, timbales, y cuerdas, y fue el único concierto que compuso para trompeta y timbales junto con el n.º 13, KV 415.
Consta de tres movimientos:
- I. Allegro.
- II. Andante ma un poco adagio.
- III. Allegro.

El Rondó en re mayor para piano y orquesta, KV 382, fue escrito posteriormente como final alternativo para este concierto.
Este concierto era uno de los favoritos de Mozart y es mencionado en muchas de sus cartas. De hecho, interpretó esta obra en conciertos hasta el año de su muerte.